# Gymnázium Josefa Kainara, Hlučín
Gymnázium Josefa Kainara je všeobecné gymnázium, příspěvková organizace Moravskoslezského kraje, nacházející se v Hlučíně na ulici Dr. Ed. Beneše v blízkosti budovy PČR, vlakového nádraží a základní školy na ulici Generála Svobody.

## Historie školy

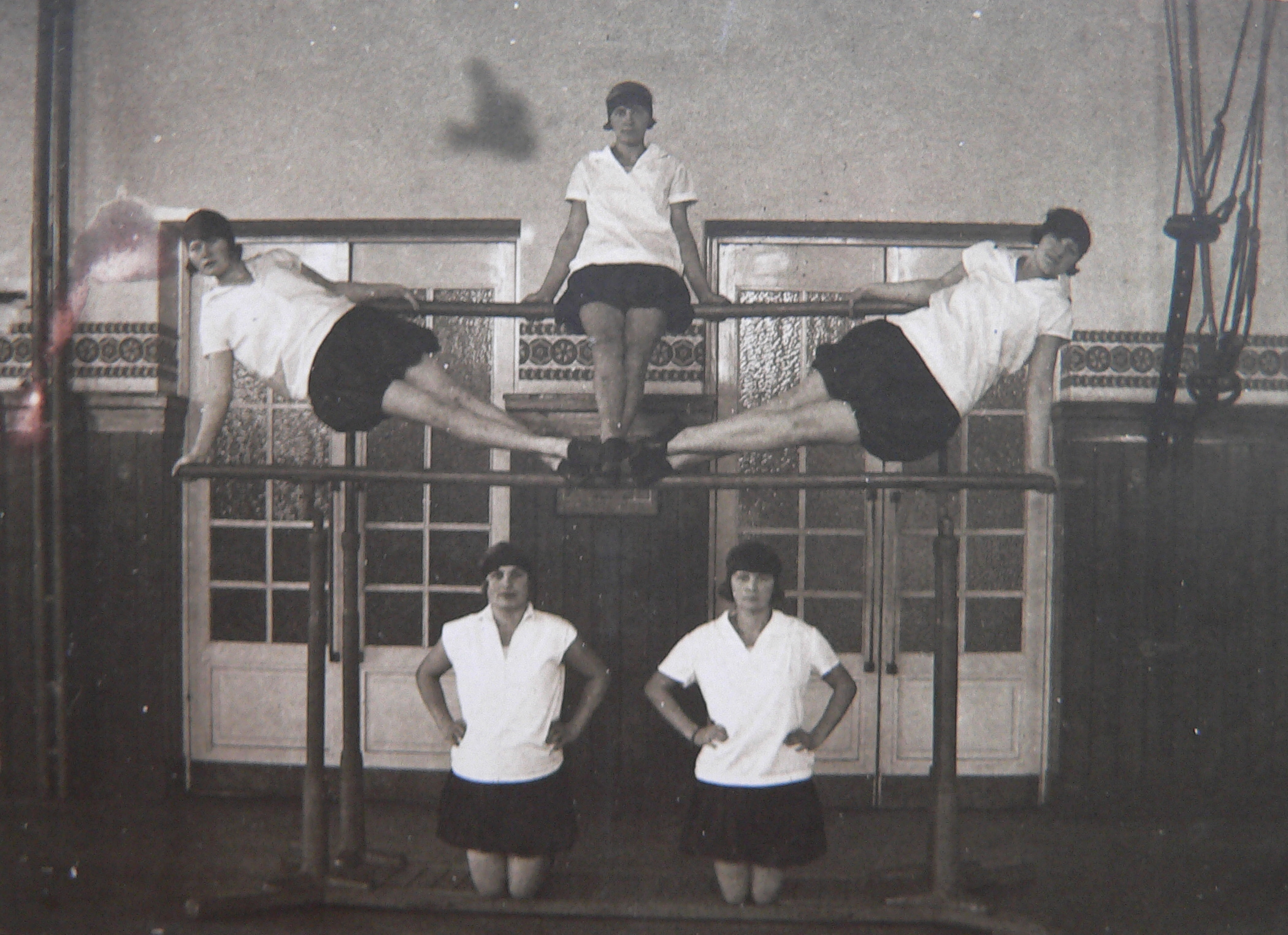
Hodina tělocviku, 20. léta

### 20. a 30. léta

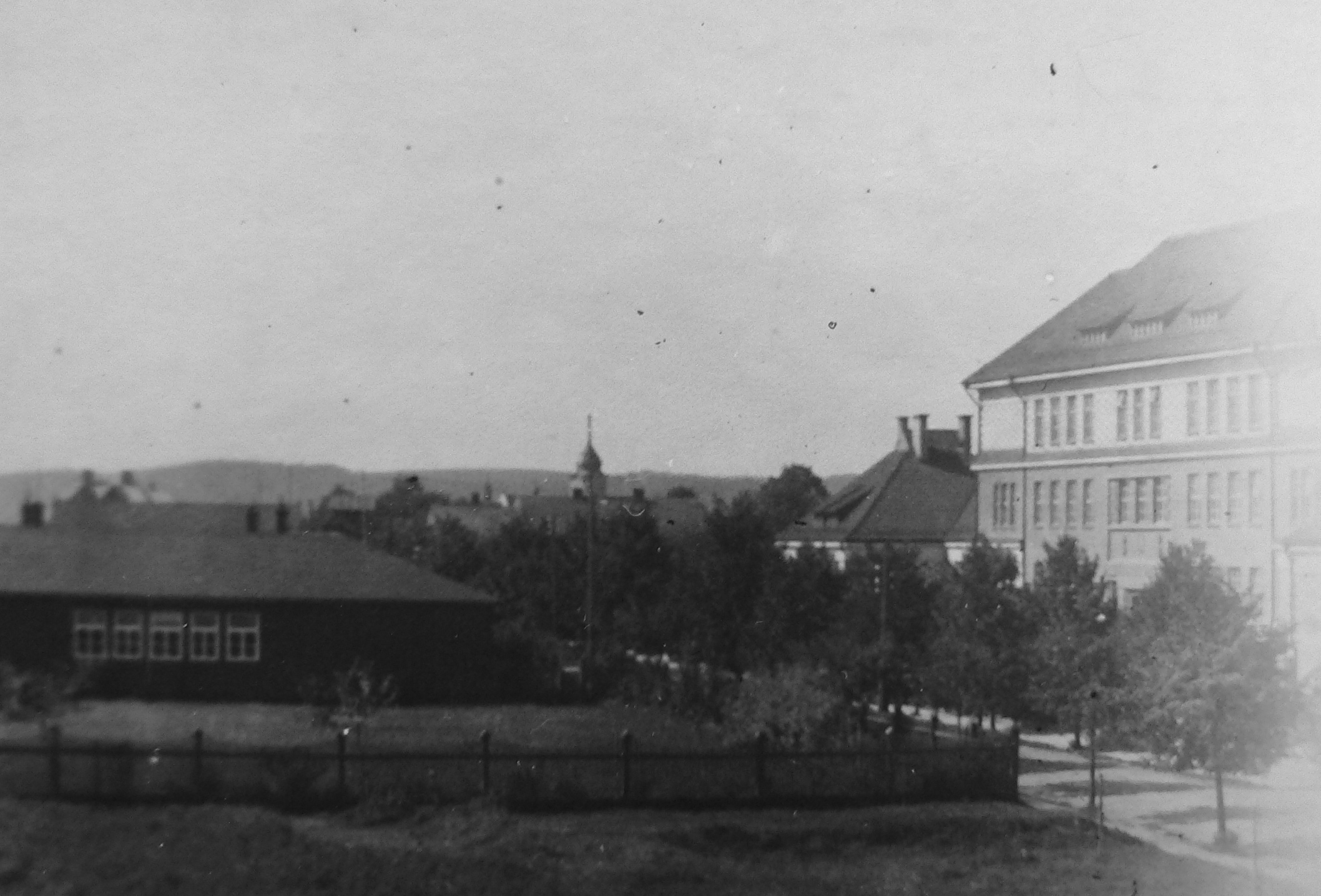
Okolí gymnázia, dřevěná budova základní školy vlevo, v pozadí kostel sv. Jana Křtitele. 30. léta

Gymnázium vzniklo krátce po připojení Hlučínska k Československu v roce 1920. Jednalo se o první školu tohoto typu v celé oblasti s vyučováním v českém jazyce, jelikož Hlučínsko do té doby mělo pouze školy německé. Zřízením byl pověřen pedagog a kulturní pracovník Jan Zacpálek. Gymnázium původně sídlilo v bývalém Rotschildově sirotčinci Charlottenstift, od roku 1924 pak v nové moderní školní budově s tělocvičnou a domkem pro ředitele, ve které sídlí dodnes. Ve 20. a 30. letech představovalo gymnázium opěrný bod české kultury a vzdělanosti v celé oblasti.

### Válka a poválečná doba
Ihned po obsazení Hlučínska Německem byla v budově školy zřízena Ostlandschule a od 1.3.1939 započala výuka v rámci Oberschule für Jungen, která převzala veškeré vybavení a část sbírek.
Z bývalého českého ústavu se ke studiu přihlásilo asi 25% žactva. Školu vedl až do března 1943 dr. Jaschke a poté byl zastupován až do 15. října 1943 dr. Wolframem. Škola byla vedena až do svého uzavření 20. ledna 1945 studijním radou Breitschem z Ratiboře. Po prvním náletu na Moravskou Ostravu koncem srpna 1944 byla budova zabrána pro lazaret a nemocnici evakuovanou ze Zábřehu nad Odrou a ústav byl přemístěn do Kravař. Dle poválečných zpráv se k maturitním zkouškám nedostal žádný ze studujících, neboť již od r. 1941 probíhaly odvody do Wehrmachtu od dosaženého 17. roku života každého půlroku. Z 240 žáků zapsaných ke studiu ve školním roce 1944/1945 zůstalo v VIII. jen 8 žákyň.
V prvních týdnech po II. světové válce se z Moravské Ostravy navrátil profesor Pavel Strádal, který začal s okamžitou obnovou gymnázia. Velká část sbírek, pomůcek a vybavení tělocvičny byla rozkradena a se značnými obtížemi se navracela zpět. Knižní fondy byly uskladněny již od r. 1938 v Ostravě a část knih určená na spálení byla zachráněna, hlučínským občanem Havelkou, majitelem prádelny v Hlučíně.

### 50. až 80. léta
Školním rokem 1948/1949 se změnil název školy na Gymnázium jaselských dělostřelců a doba studia se standardizovala na čtyři roky. Od školního roku 1952/1953 se spolu s 1.národní školou, 2.měšťanskou školou a 3.národní školou, stala součástí komplexu jedenáctileté střední školy. Poměrně komplikované fungování školy vydrželo až do školního roku 1961/1962, kdy se z 9.-11. ročníků odštěpily střední všeobecně vzdělávací školy (SVVŠ). V roce 1968 došlo ustanovením názvu školy z SVVŠ zpět na gymnázium (se čtyřletou výukou) a díky srpnovým událostem, ke změnám ve složení učitelského sboru. Roku 1972 opustila základní škola definitivně prostory budovy a v letech 1976 až 1980 prošla budova školy rozsáhlou rekonstrukcí. Normalizace přinesla profilaci posledních dvou ročníků gymnázia na výrobu a odbornou přípravu v oborech strojírenství, stavebnictví, ekonomie a zemědělství.

### Po roce 1989

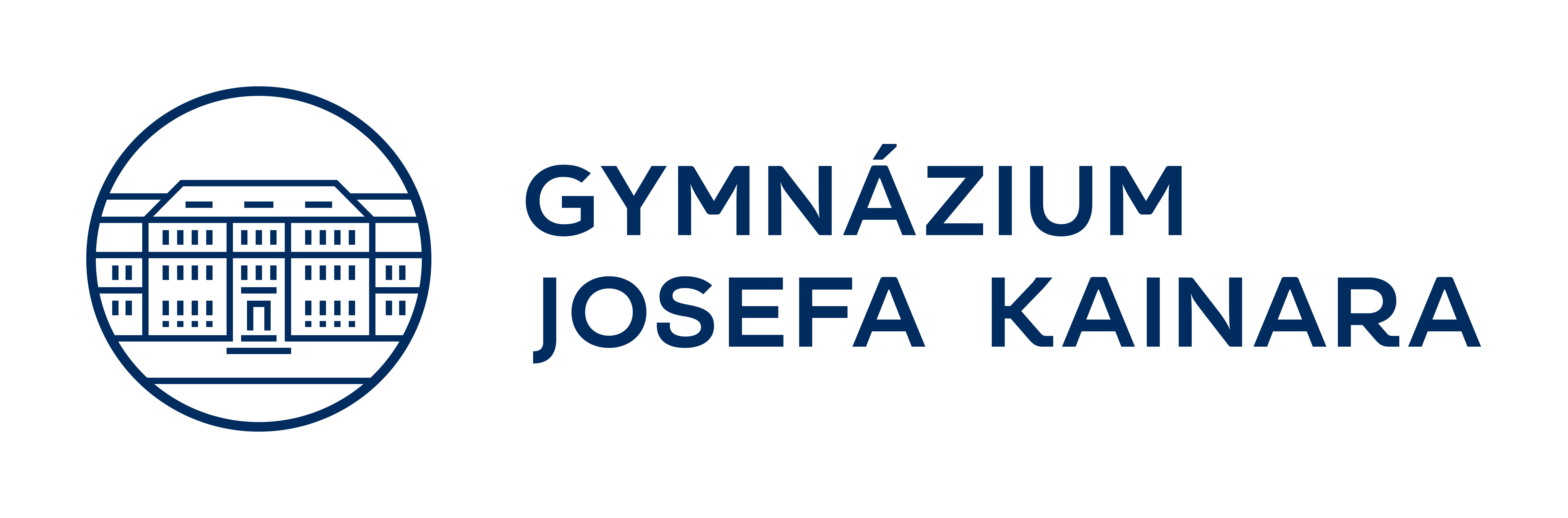
Nové logo gymnázia (od roku 2017)

V porevoluční čase byly vypracovány a schváleny vlastní učební plány pro šestiletý studijní cyklus spolu s upravením plánů čtyřletého studia. První studenti šestiletého gymnázia začali studovat v roce 1993.
Právní subjektivitu nabyla škola v roce 1992 jako rozpočtová organizace Ministerstva školství, mládeže a tělovýchovy. Ta byla pak v roce 1995 změněna na příspěvkovou organizaci a od školního roku 2001/2002 došlo ke změně zřizovatele, jímž je až doposud Moravskoslezský kraj. Od 1. ledna 2007 používá škola čestného názvu Gymnázium Josefa Kainara.
Od školního roku 2011/2012 jsou přijímací zkoušky postaveny na testech Scio a testech společnosti CERMAT.

## Budova gymnázia

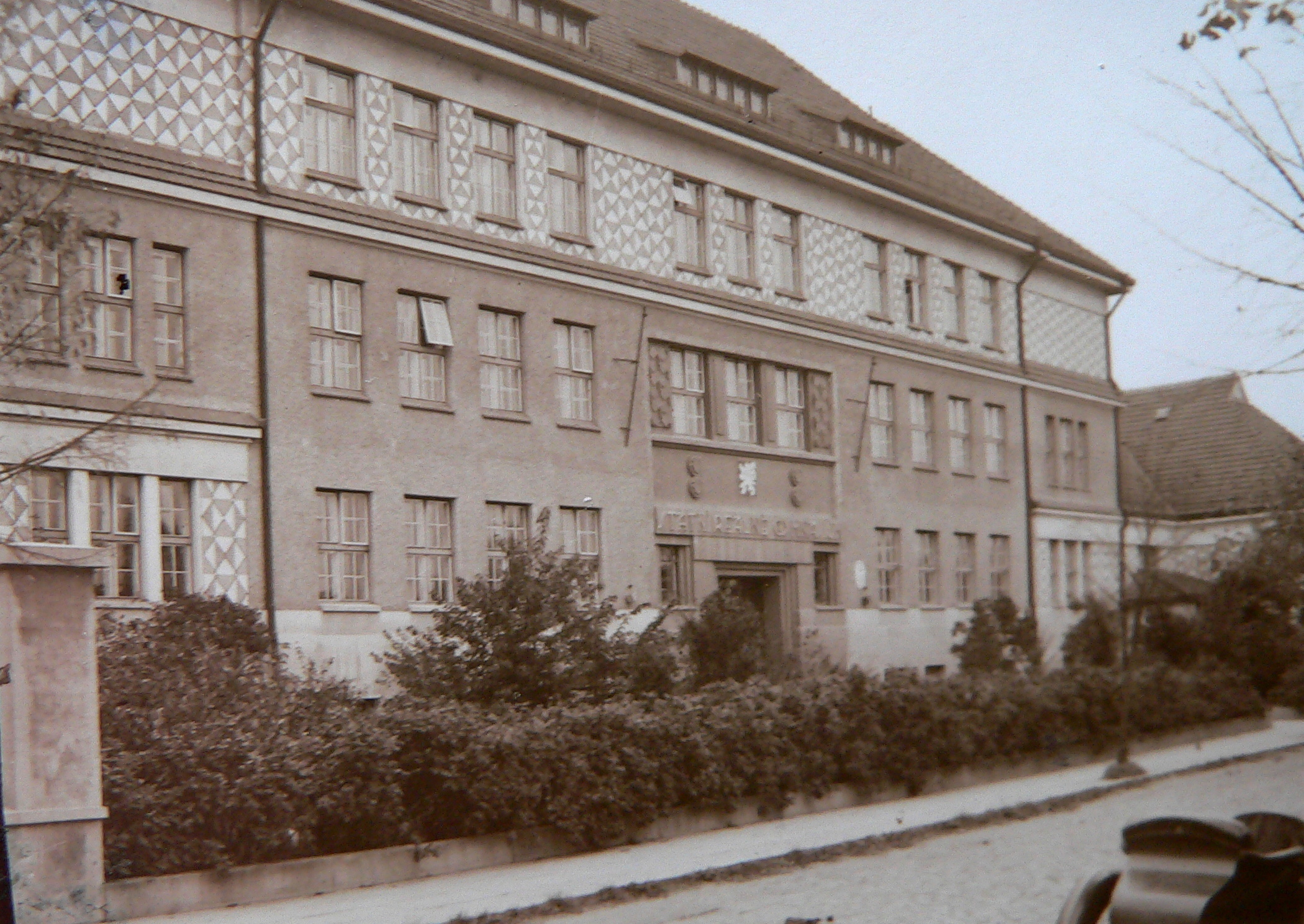
Budova gymnázia v 30. letech s původní fasádou

Rozhodnutí o postavení vlastní budovy padlo v listopadu 1920, návrh představoval vykoupení pozemků v blízkosti nádraží na tehdejší Nádražní ulici (dnešní Dr. Ed. Beneše) o celkové výměře 9 931 m³. Zeměměřičské práce byly provedeny inženýrem Kütnelem a stavební projekt vypracoval pražský architekt Ing. Bedřich Bendelmayer, stavba započala v říjnu roku 1922 stavebními firmami Ing. Vladimír Vlček z Ostravy a Julius a Adolf Vysloužilovi z Opavy. Budova je třípatrová v novoklasicistním stylu, půdorysu písmene L s přístavbou tělocvičny a domku pro ředitele. Nápis nad vchodem "Státní reálné Gymnázium" a mozaikový malý československý státní znak nad vchodem byly odstraněny během okupace (dnes je znak k vidění v rámci stálé expozice "Kdo jsou lidé na Hlučínsku?" v Muzeu Hlučínska). Stejně tak původní červenobílé sgrafito v duchu geometrické moderny v úrovni druhého patra a malby v tělocvičně byly zničeny rekonstrukcí v 70. a 80. letech.

Pohledy na budovu
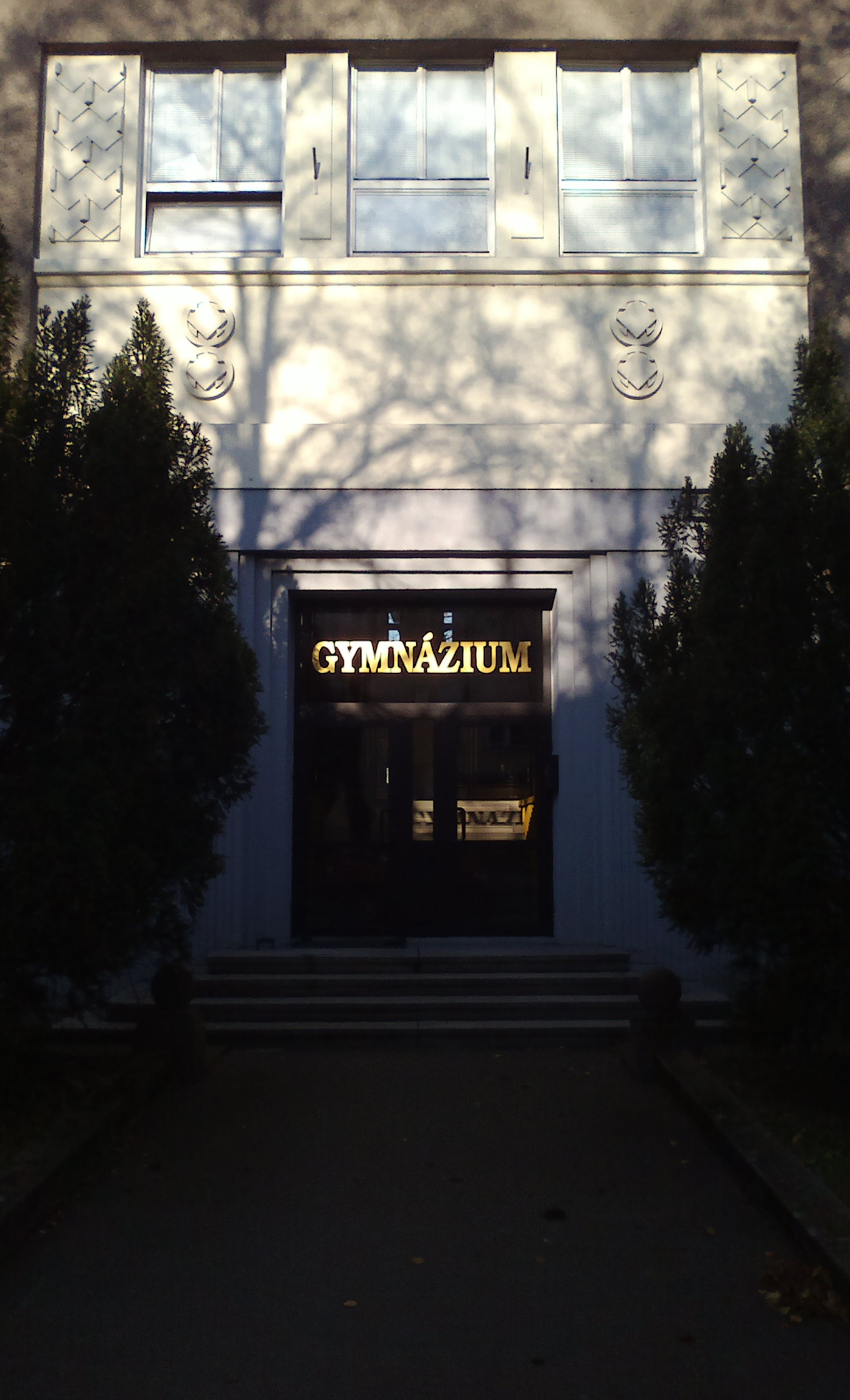
Hlavní vchod.
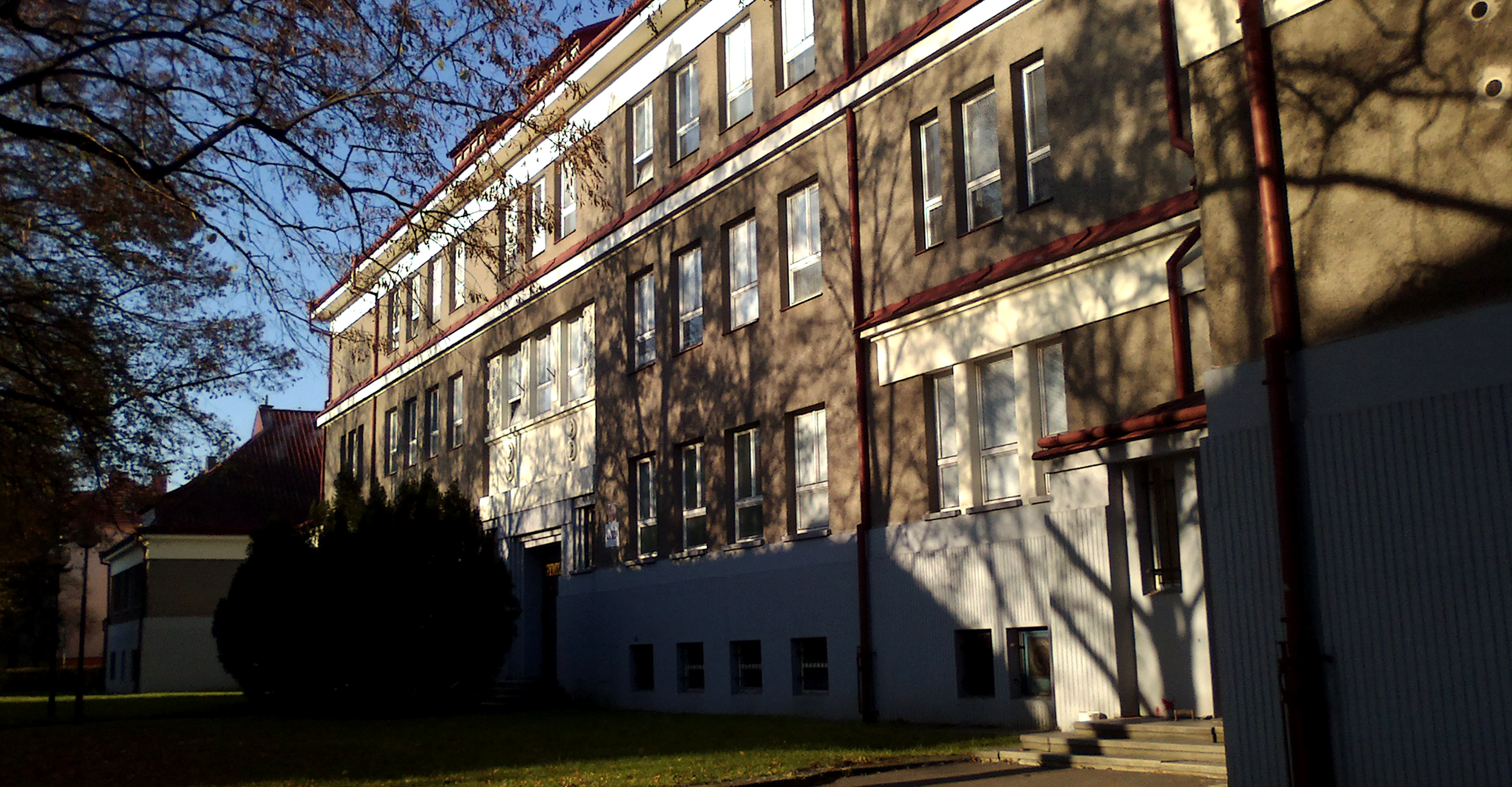
Pohled z ulice Dr. Ed. Beneše

## Ředitelé školy
|    | Představitel              | Portrét                   | Období působení                       |
| -- | ------------------------- | ------------------------- | ------------------------------------- |
| 1  | Jan Zacpálek              |                           | 1920–1922 (zatímní správce)           |
| 2  | Josef Moric               |                           | 1922–1938                             |
| 3  | Pavel Strádal             | Pavel Strádal (1898–1971) | 1945–1953 (zatímní správce) 1955–1959 |
| 4  | Matěj Tureček             |                           | 1953–1955                             |
| 5  | PhDr. Vilém Plaček        |                           | 1959–1962                             |
| 6  | Radoslav Adamec           |                           | 1962–1963                             |
| 7  | Stanislav Rambousek       |                           | 1963–1973                             |
| 8  | Jaromír Volek             |                           | 1973–1983                             |
| 9  | RNDr. Jiří Bárta          |                           | 1983–1988 1990–2006                   |
| 10 | Jaroslav Horák            |                           | 1989–1990                             |
| 11 | Mgr. Jiří Šebesta         |                           | 2006–2012                             |
| 12 | PhDr. Charlotta Grenarová |                           | 2012–2024                             |
| 13 | Mgr. Andrea Cahelová      |                           | od 2024                               |

## Projekty
- Phare CBC (ukončeno)
- EU peníze do škol
- Maturita nanečisto (CERMAT)

## Zahraniční spolupráce
Zahraniční spolupráce byla a je navazována se vzdělávacími institucemi v partnerských městech Hlučína.
- Gymnázium V Ružomberku (1984–1993)
- Lyceum v Namysłówě

## Významní absolventi
- Josef Kainar (1917–1971) – český básník, textař, dramatik
- Karel Pala (1939–2023) – český bohemista a počítačový lingvista
- Erich Šefčík (1945–2004) – český historik, archivář